# 道奇·弗里德曼
道格拉斯·"道奇"·費特文（英語：Douglas "Dougie" Freedman，1974年5月25日—）在蘇格蘭格拉斯哥出生，是一名前職業足球員，司職前鋒，退役後擔任領隊，執教英冠球會水晶宮，是他首支任教的球隊，於他16年的球員生涯中有10年在水晶宮渡過，其後轉投保頓，最近任教英冠球會諾定咸森林。

## 生平

### 領隊
水晶宮
2007年11月，費特文獲委擔任水晶宮的球員兼預備隊領隊，自此開始踏入球隊管理工作。這份工作直到翌年3月他外借到列斯聯才結束。2008年費特文轉投修安聯後亦兼任一隊的教練。
2010年3月，費特文重返水晶宮擔任保羅·赫特（Paul Hart）的副手。翌季佐治·貝利（George Burley）接任領隊，費特文留任助理領隊。2011年1月1日，水晶宮作客0-3負於後排名尾二，領隊佐治·貝利被革退，費特文暫代職務。01月11日，費特文獲委正式執掌球隊。
保頓
2012年季初保頓解僱領隊欧文·科尔（Owen Coyle）後，於10月23日從水晶宫手上羅致費特文出任新領隊。2014年10月3日，於開季10戰僅獲1勝，績分榜排名尾二，費特文同意提前解約。
諾定咸森林
2015年2月1日，諾定咸森林最近7戰6負，聯賽榜位列第12位，領隊（Stuart Pearce）被即時免去職務，同時委任費特文接掌帥印。2016年3月13日，於最近6場聯賽5負，僅排中游的第14位，執教13個月的費特文帥位不保，期間帶隊57戰，取得19勝16和22負的成績。

## 榮譽
列斯聯
- 英格蘭足球甲級聯賽附加賽亞軍：2007/2008年；

個人
- 甲組每月最佳球員：2003年8月；
- 英甲每月最佳球員：2008年4月；
- 英冠每月最佳領隊：2012年9月；

## 外部連結
- 水晶宮官網：名宿 道奇·費特文
- 水晶宮官網簡歷 （页面存档备份，存于）
- 足球数据库：道奇·費特文的球员统计数据